# جان فورست (بازیکن فوتبال)
جان فورست (انگلیسی: John Forrest؛ زادهٔ ۹ اکتبر ۱۹۴۷) بازیکن فوتبال اهل بریتانیا است.
از باشگاه‌هایی که در آن بازی کرده‌است می‌توان به باشگاه فوتبال بری اشاره کرد.